# Westphalia (Misuri)
Westphalia es una ciudad ubicada en el condado de Osage en el estado estadounidense de Misuri. En el Censo de 2010 tenía una población de 389 habitantes y una densidad poblacional de 282,85 personas por km².

## Geografía
Westphalia se encuentra ubicada en las coordenadas 38°26′29″N 92°0′2″O / 38.44139, -92.00056. Según la Oficina del Censo de los Estados Unidos, Westphalia tiene una superficie total de 1.38 km², de la cual 1.38 km² corresponden a tierra firme y (0%) 0 km² es agua.

## Demografía
Según el censo de 2010, había 389 personas residiendo en Westphalia. La densidad de población era de 282,85 hab./km². De los 389 habitantes, Westphalia estaba compuesto por el 97.69% blancos, el 0% eran afroamericanos, el 0% eran amerindios, el 0.51% eran asiáticos, el 0% eran isleños del Pacífico, el 0% eran de otras razas y el 1.8% pertenecían a dos o más razas. Del total de la población el 0.77% eran hispanos o latinos de cualquier raza.